# Ulkefisk
Ulkefisk (Scorpaeniformes) eller Panserkindede fisk er orden inden for dyreriget, der består af fisk. Herunder vises ordenens inddeling.
- Orden Ulkefisk (Scorpaeniformes)
  - Underorden Dactylopteroidei
    - Dactylopteridae

  - Underorden Scorpaenoidei
    - Familie Rødfiskfamilien Scorpaenidae
      - Underfamilie Dragehovedfisk Scorpaeninae
      - Underfamilie Pteroinae ( (Dragefisk Pterois volitans)...)

    - Familie Stenfisk Synanceiidae
    - Caracanthidae
    - Aploactinidae
    - Pataecidae
    - Gnathanacanthidae
    - Congiopodidae
    - Knurhanefamilien Triglidae

  - Underorden Platycephaloidei
    - Bembridae
    - Platycephalidae (flatheads)
    - Hoplichthyidae

  - Underorden Anoplopomatoidei
    - Anoplopomatidae

  - Underorden Hexagrammoidei
    - Hexagrammidae

  - Underorden Normanichthyiodei
    - Normanichthyidae

  - Underorden Cottoidei
    - Rhamphocottidae
    - Ereuniidae
    - Familie Ulkefamilien Cottidae (ulk...)
    - Comephoridae
    - Abyssocottidae
    - Hemitripteridae
    - Panserulkfamilien Agonidae
    - Psychrolutidae
    - Bathylutichthyidae
    - Familie Stenbiderfamilien Cyclopteridae ( (stenbider cyclopterus lumpus)...)
    - Ringbugfamilien Liparidae